# Snap! (linguagem de programação)
Snap! (anteriormente Build Your Own Blocks ou abreviadamente BYOB até ser renomeado para Snap! na versão 4.0 em 2013) é um Linguagem de programação educacional e ferramenta de autoria multimídia que pode ser (como o Scratch  que oferece uma interface GUI amigável para crianças) usado por alunos, professores e pais para vários projetos educacionais e de entretenimento desde matemática e projetos de ciências naturais, incluindo simulações e visualização de experimentos, gravação de conteúdos com apresentações animadas, até histórias animadas de ciências sociais, arte interativa e música. Snap! 4.0, tal como Scratch 2.0, executa em uma janela do navegador ao invés de exigir que o programa seja baixado no computador do usuário. Tem sido usado no programa de ciência da computação secundário-a-terciário na Universidade Monash, na Austrália.

## Versões online e offline
A versão online está disponível em dispositivos  Apple iOS, Mac OS X, Windows, e Linux, porque é escrita em Javascript, ao contrário do Scratch 2.0, que é escrito em Flash e somente funciona nos últimos três.
As versões offline (pré 4.0) estão disponíveis também para Windows, Mac OS X ou Linux. O código aberto pré 4.0 está disponível sob uma licença que permite modificação para uso não comercial e pode ser baixada do site da Universidade da Califórnia em Berkeley  ou CNET Download.com .
O código aberto do Snap! 4.0 é licença AGPL e está disponível embutido no próprio Snap! e no Github.

## Características
As mais importantes características que diferenciam BYOB do Scratch, incluem:
- Funções de primeira classe ou procedimentos (seus fundamentos matemáticos são também chamados Cálculo Lambda),
- Listas de primeira classe (incluindo listas de listas),
- Sprites de primeira classe (em outras palavras, a programação sem classes baseada em instância orientada para o protótipo),
- Sprites encaixáveis

## Desenvolvedores
As versões Snap! e BYOB foram desenvolvidas por Jens Mönig com ideias de design e documentação fornecida por Brian Harvey, da Universidade da Califórnia, em Berkeley e tem sido usado pra ensinar "A Beleza e a Alegria da Computação", curso introdutório para estudantes.

## História
Depois de criar "Chirp", uma modificação do Scratch, Jens Mönig começou a trabalhar na versão 1.0 do BYOB (baseado no Scratch 1.3), 2.0 (baseado no Scratch 1.4), e, junto com Brian Harvey, a versão 3.1.1. Mais tarde o Snap! foi criado, baseado no ambiente Morphic escrito em JavaScript por Jens Mönig, usando unicamente o HTML5 Canvas APIs.